# Долейший, Бржетислав
Бржетислав Долейший (чеш. Břetislav Dolejší; 20 сентября 1928 — 28 октября 2010) — чехословацкий футболист, игравший на позиции вратаря.

## Карьера игрока

### Клубная
За свою карьеру выступал в пражских клубах «Дукла» и «Славия».

### В сборной
В сборной сыграл 19 игр, из них четыре на чемпионате мира 1958 года. Самой памятной игрой для него стала игра против Бразилии 5 августа 1956 года на стадионе Маракана, когда Долейший своим ударом с пенальти принёс чехословакам победу со счётом 1:0.

## После карьеры
После карьеры Долейший жил в США, в Лос-Анджелесе. В 2007 году он получил особую премию Вацлава Йири за вклад в чехословацкий футбол.